# Tipula jiangi
Tipula jiangi är en tvåvingeart som beskrevs av Yang 1991. Tipula jiangi ingår i släktet Tipula och familjen storharkrankar. Inga underarter finns listade i Catalogue of Life.